# 318. pehotni polk (Wehrmacht)
318. pehotni polk (izvirno nemško Infanterie-Regiment 318) je bil eden izmed pehotnih polkov v sestavi redne nemške kopenske vojske med drugo svetovno vojno.

## Zgodovina
Polk je bil ustanovljen leta 1939; polk je bil dodeljen 213. pehotni diviziji.
15. oktobra 1942 je bil polk preimenovan v 318. grenadirski polk.